# Jacques Herry
P.J.K. (Jacques) Herry (overleden in 1866) was burgemeester van Kerkrade. Op 24 november 1850 werd hij geïnstalleerd als burgemeester. Hij was voorzitter van Koninklijke Harmonie St. Caecilia 1843 Kerkrade van 1851 tot en met 1866.
Jacques Herry was een van de eerste burgemeesters na de splitsing van Belgisch Limburg met Nederlands Limburg in 1841. Omdat Kerkrade en omgeving in die periode tweetalig was (Duits en Frans), wordt ook voor zijn achternaam de schrijfwijze Herrij aangetroffen.